# Heiko Krogmann
Heiko Krogmann (* 11. Februar 1961 in Boostedt) ist ein Brigadegeneral des Heeres der Bundeswehr und seit Oktober 2019 Chef des Stabes und stellvertretender Amtschef des Amtes für Heeresentwicklung in Köln.

## Militärische Laufbahn

### Ausbildung und erste Verwendungen
Krogmann trat am 1. Juli 1980 beim Pionierbataillon 3 in Stade in die Bundeswehr ein. Von 1980 bis 1985 folgten die Offizierausbildung an der Pionierschule in München und der Offizierschule des Heeres in Hannover sowie ein Studium der Wirtschafts- und Organisationswissenschaften in an der Helmut-Schmidt-Universität (damals noch „Hochschule der Bundeswehr Hamburg“) in Hamburg, dass er als Diplom-Kaufmann abschloss. Von 1985 bis 1989 war er erneut in Stade eingesetzt, zunächst als Zugführer, später wurde er als Erkundungsoffizier der Panzerpionierkompanie 160 nach Elmenhorst versetzt. Seine erste Verwendung als Disziplinarvorgesetzter führte ihn von 1989 bis 1992 nach Koblenz, wo er eine Kompanie des Pionierbataillons 310 führte. Daraufhin war er ein Jahr als Personaloffizier des III. Korps ebendort eingesetzt. Von 1993 bis 1995 nahm er am 36. Generalstabslehrgang des Heeres an der Führungsakademie der Bundeswehr in Hamburg teil.

### Dienst als Generalstabsoffizier
Als Stabsoffizier folgten für Krogmann bis 2000 Verwendungen als Offizier für Einsatzfragen (G3) beim Heeresführungskommando, Heeresamt (beide Koblenz) und dem Amt für Studien und Übungen in Waldbröl.
Erneut als Truppenführer war er von 2000 bis 2002 in Gera als Bataillonskommandeur des Pionierbataillon 701 eingesetzt. Von 2002 bis 2004 war Krogmann erneut in Stabsverwendungen eingesetzt, unter anderem als Dezernatsleiter für den Haushalt und Rüstungsangelegenheiten im Heeresamt und zwischenzeitlich, von 2004 bis 2005, als persönlicher Referent des Hauptabteilungsleiters Rüstung im Bundesministerium der Verteidigung.
2008 wurde er Referatsleiter im Führungsstab des Heeres im Bereich der Fähigkeitsanalyse, von 2011 bis 2012 im gleichen Bereich Referatsleiter im Führungsstab der Streitkräfte, danach war er in der Abteilung Planung des Ministeriums für Grundlagen der Fähigkeitsentwicklung verantwortlich.

### Dienst als General
Am 7. Dezember 2012 wurde Krogmann zum Kommandeur der Pionierschule und Fachschule des Heeres für Bautechnik ernannt, gleichzeitig bekleidete er damit die Dienststellung des Generals der Pioniertruppe. In dieser Verwendung wurde Krogmann zum Brigadegeneral befördert. Nach schwerer Erkrankung übergab er seinen Dienstposten im April 2016 an Brigadegeneral Lutz Niemann. Danach wurde er krankheitsbedingt auf einem Dienstpostenähnlichen Konstrukt im Amt für Heeresentwicklung geführt.  Nach seiner Genesung wurde er im Oktober 2019 Chef des Stabes und stellvertretender Amtschef des Amtes für Heeresentwicklung.

### Auslandseinsätze
Ein Auslandseinsatz führte Krogmann von 2007 bis 2008 als Senior Mentor im Rahmen der ISAF-Mission nach Afghanistan, wo er zur Unterstützung des Kommandierenden Generals des 209. Korps der afghanischen Streitkräfte eingesetzt war.

## Privates
Krogmann ist verheiratet.